# Stadion FK Radnički Šid
Stadion FK Radnički Šid, serb. Стадион ФK Paднички Шид − stadion piłkarski w Šidzie, na którym domowe mecze rozgrywa miejscowy klub, Radnički. Pojemność stadionu wynosi 2 000 miejsc.